# Условна константа
Когато в разтвор присъстват вещества, които освен електростатично, могат да взаимодействат и химически с компоненти от система, наред с основния процес протичат странично, спрегнати с него и конкуриращи го химични реакции. В резултат на това равновесието се измества и не съответсва на концентрационната, а още по-малко на термодинамичната равновесна константа.
Отношенията между общата равновесна концентрация на тези форми (Х') и концентрацията на един от тях се нарича α-фактор на тази форма:
α(Х)=(Х')/(Х)